# Pidonia scripta
Pidonia scripta là một loài bọ cánh cứng trong họ Cerambycidae.